# Harpactea secunda
Harpactea secunda är en spindelart som beskrevs av Peter Mikhailovitch Dunin 1989. Harpactea secunda ingår i släktet Harpactea och familjen ringögonspindlar.
Artens utbredningsområde är Armenien. Inga underarter finns listade i Catalogue of Life.